# 미리암 가예고
미리암 가예고(Miryam Gallego, 1976년 ~ )는 스페인의 배우이다.